# Arsenal de Rochefort
Pour les articles homonymes, voir Arsenal (homonymie).
L'arsenal de Rochefort est situé à Rochefort en Charente-Maritime. Le bâtiment a été inscrit au titre des monuments historiques en 1928.

## Historique
Le bâtiment est inscrit au titre des monuments historiques par arrêté du 11 juin 1928. Le site Estuaire de la Charente - Arsenal de Rochefort a été reçu le label Grand Site de France en 2020.

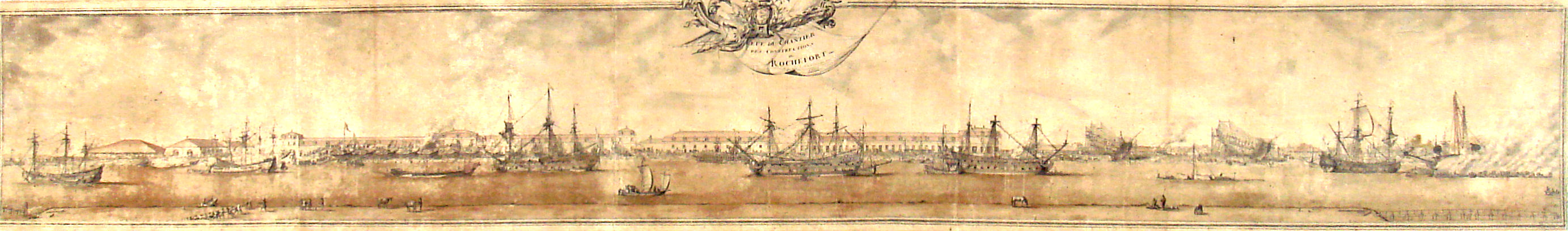
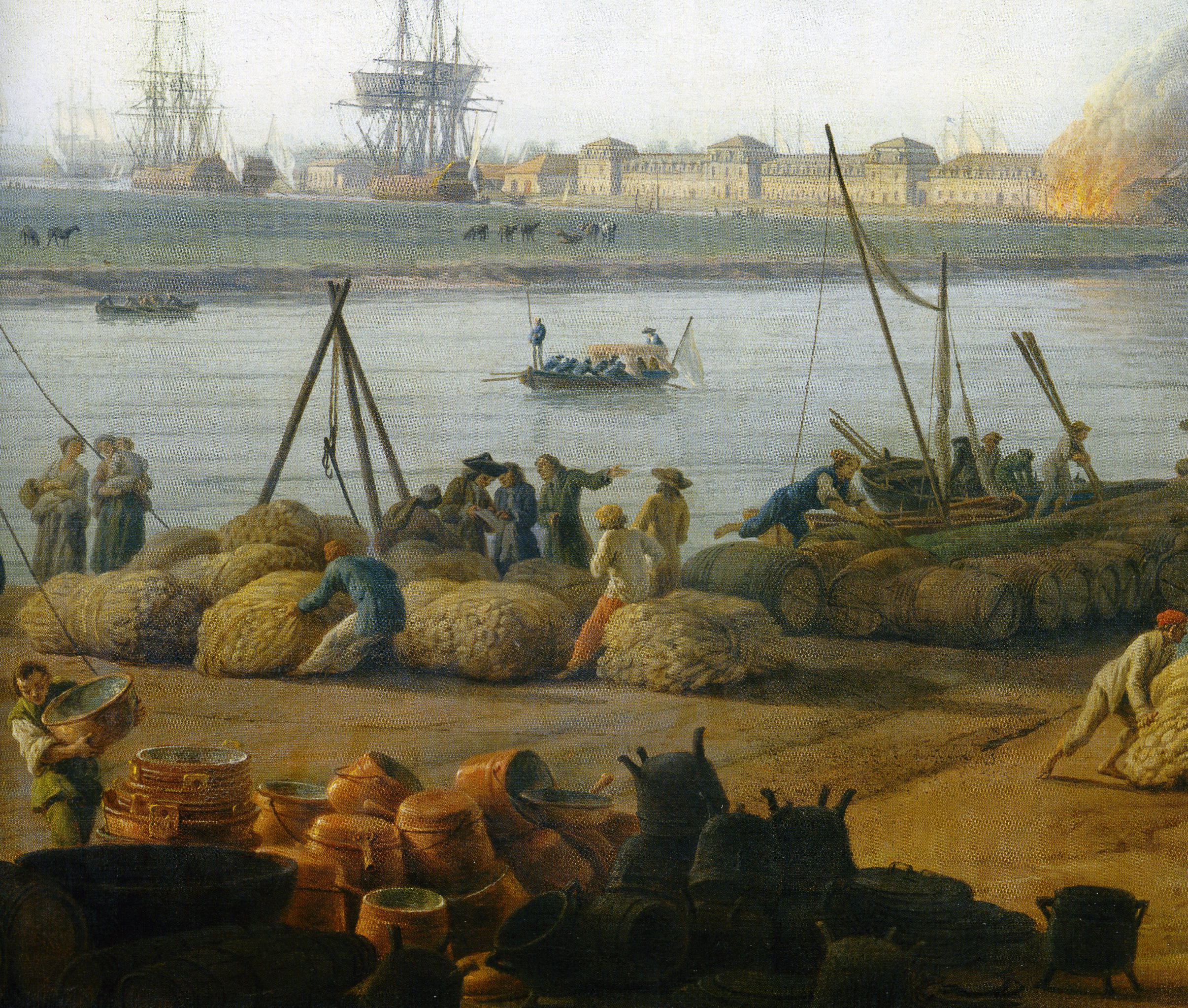
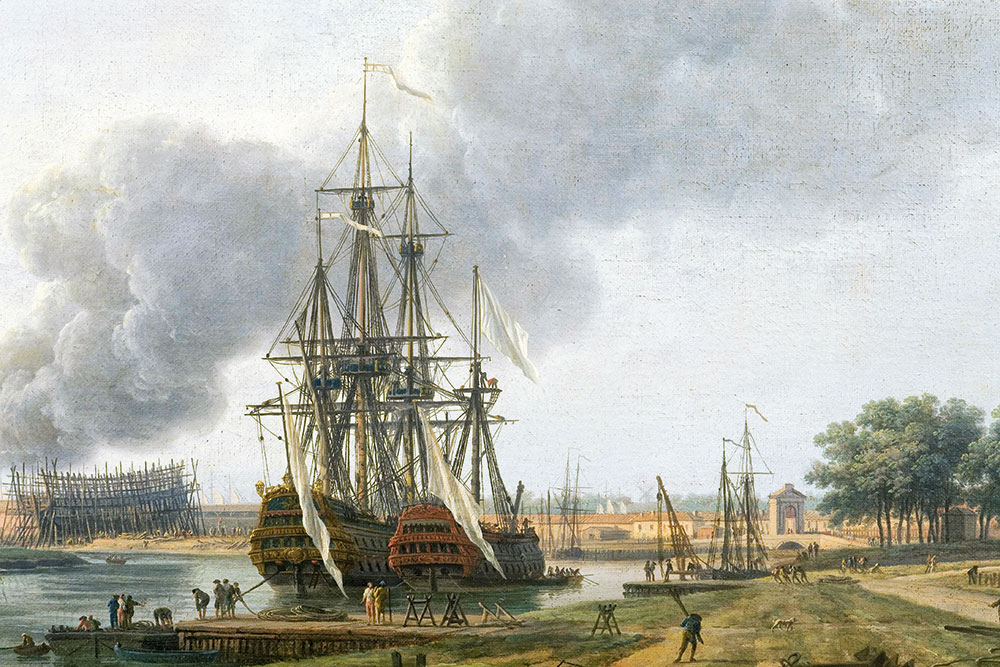

## Architecture

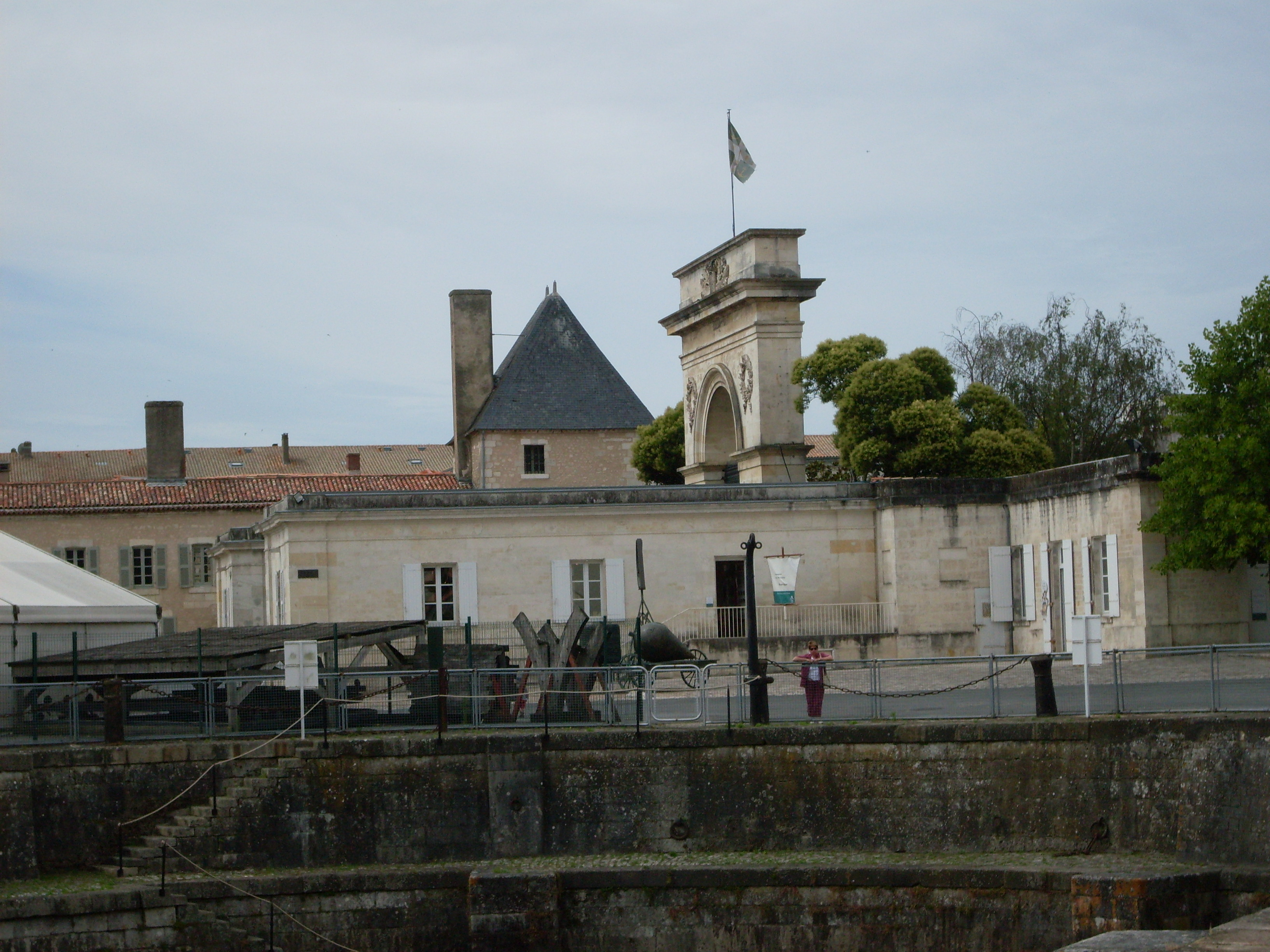
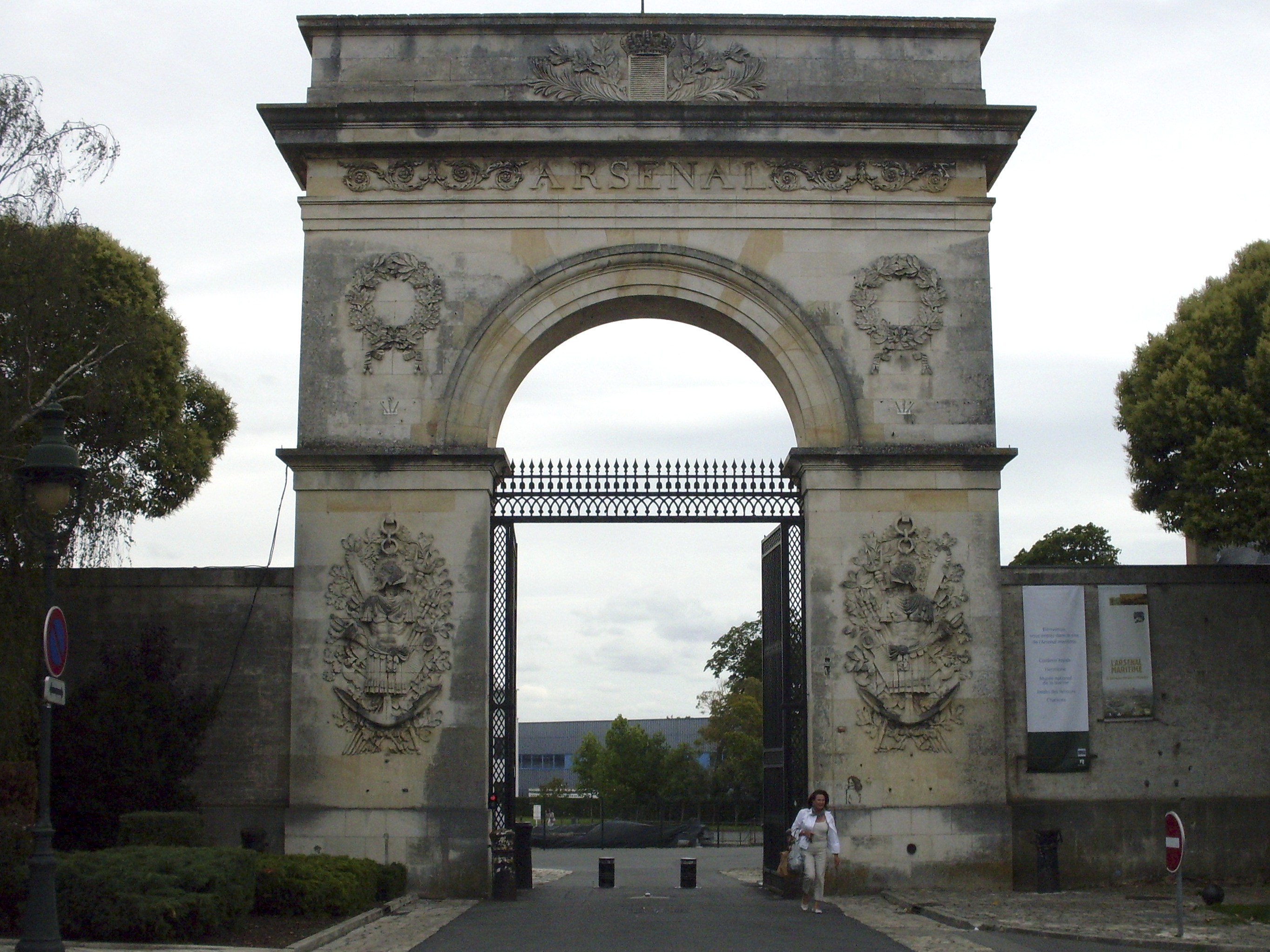
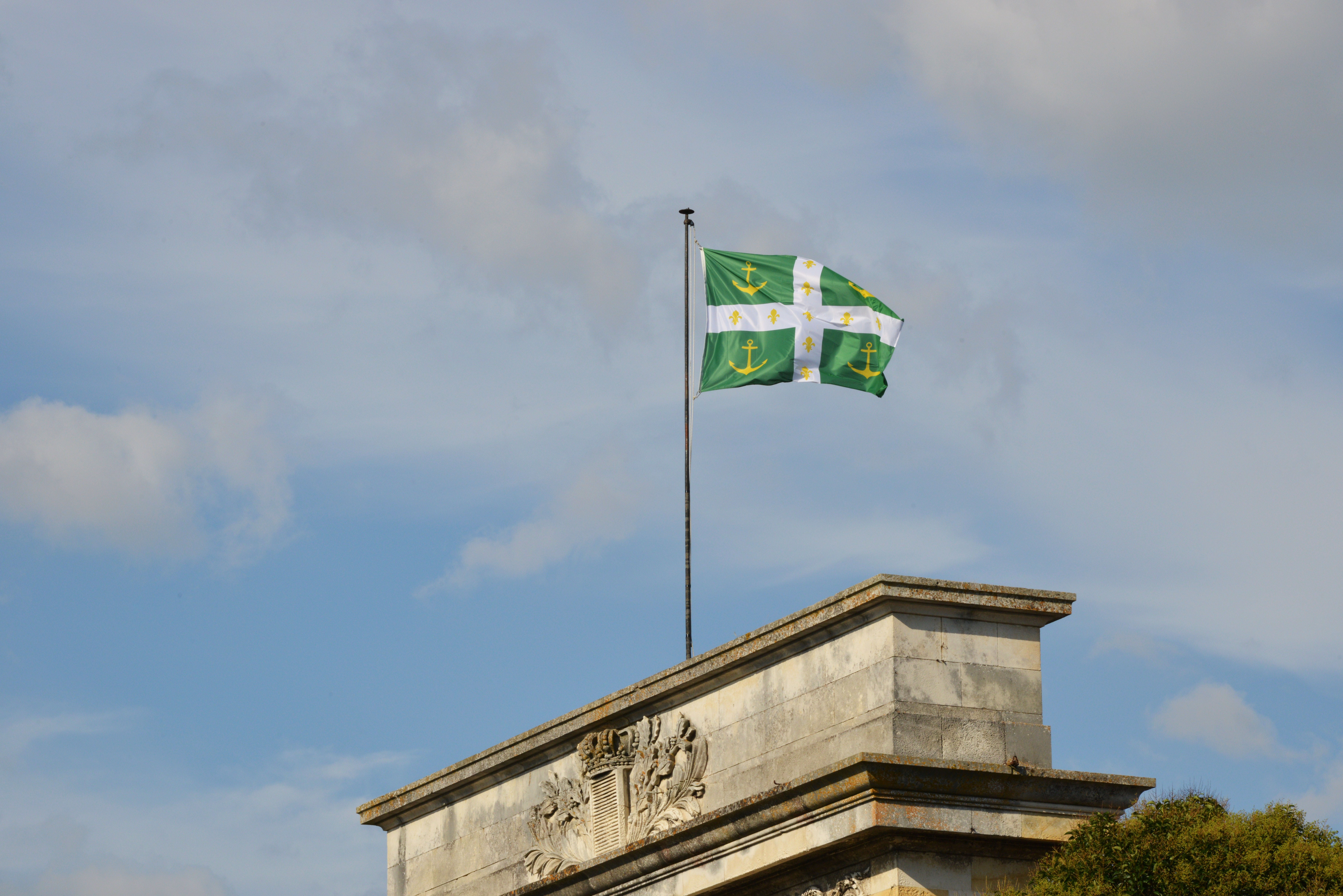
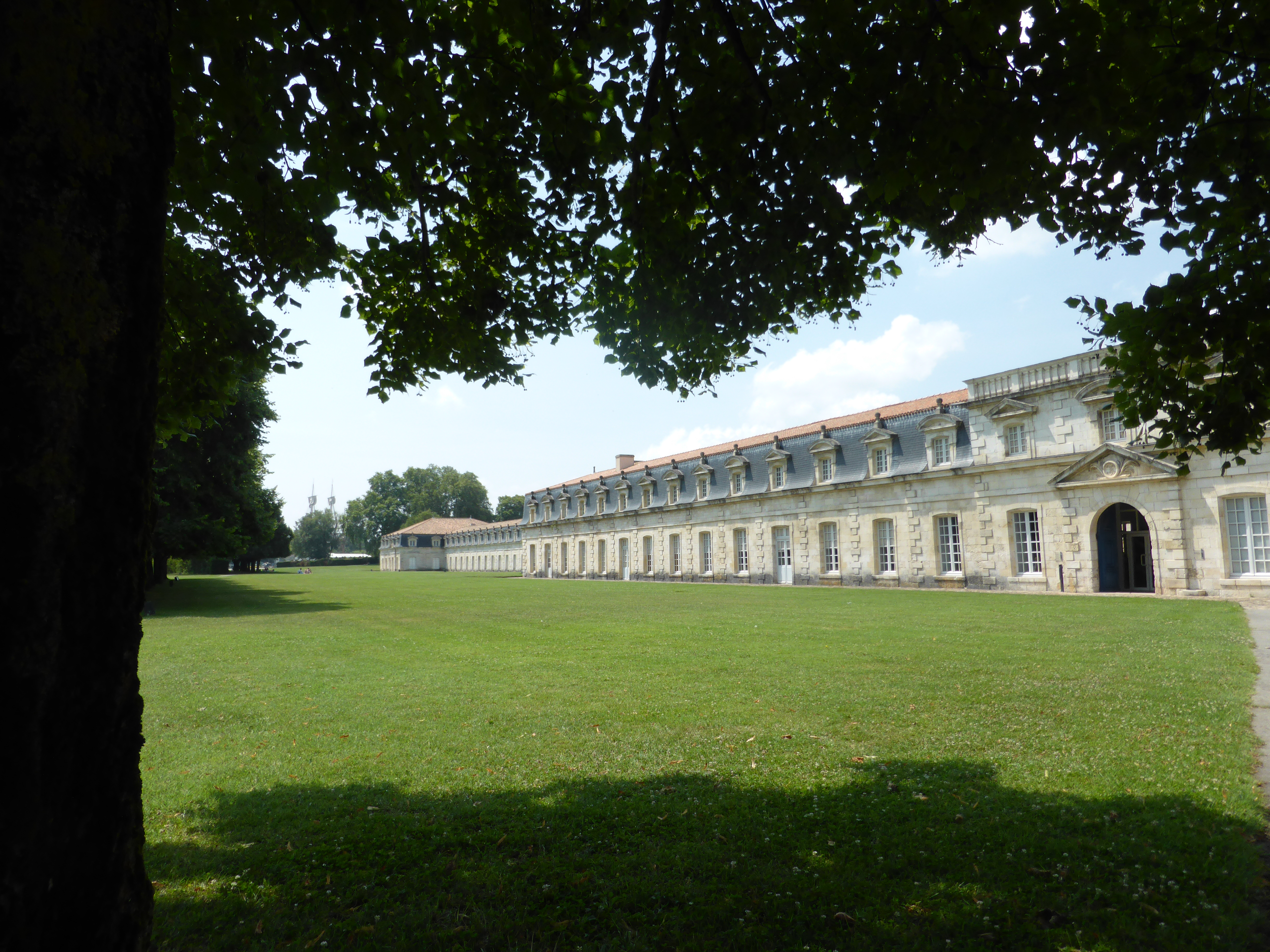
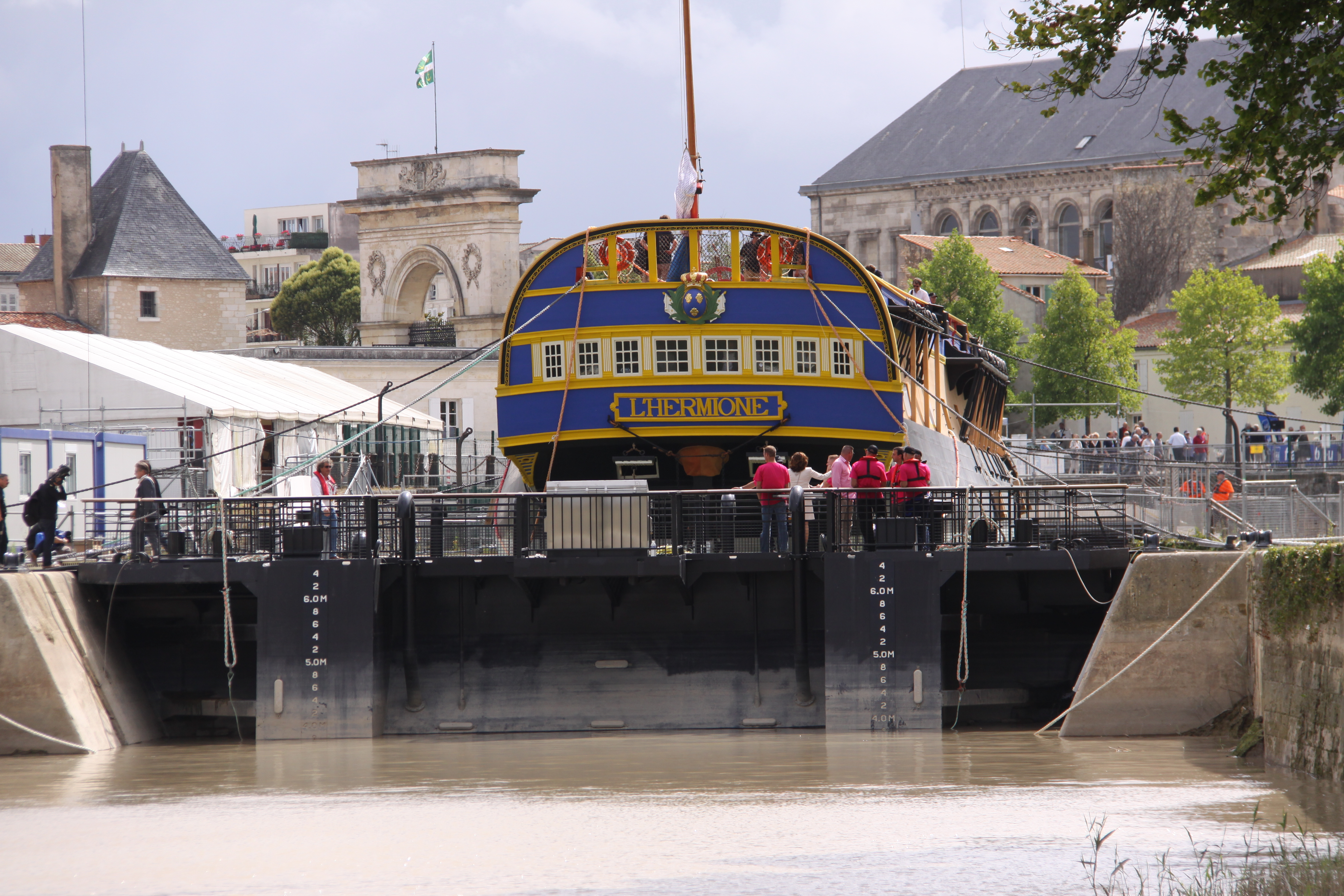

### Formes de radoub

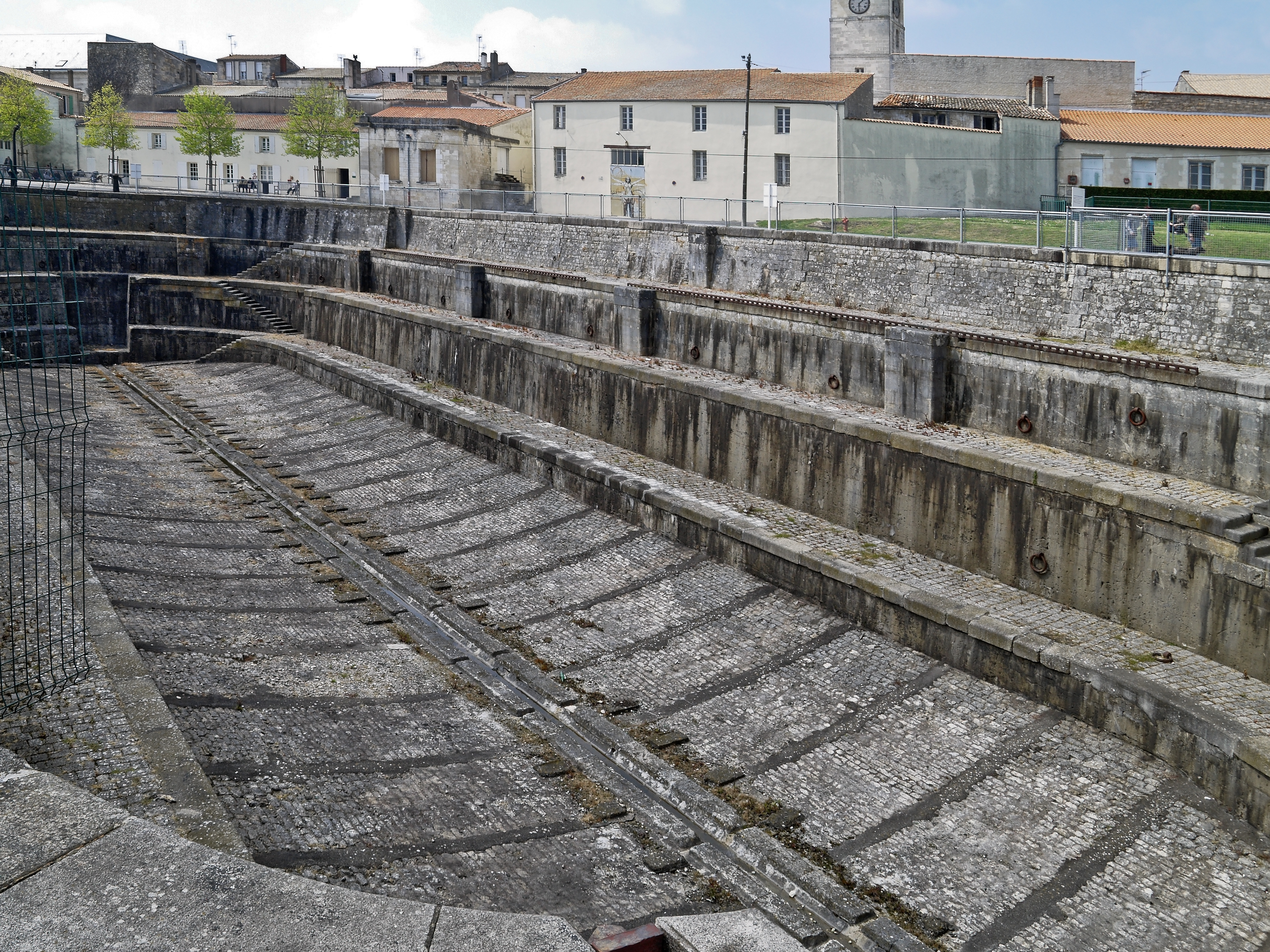
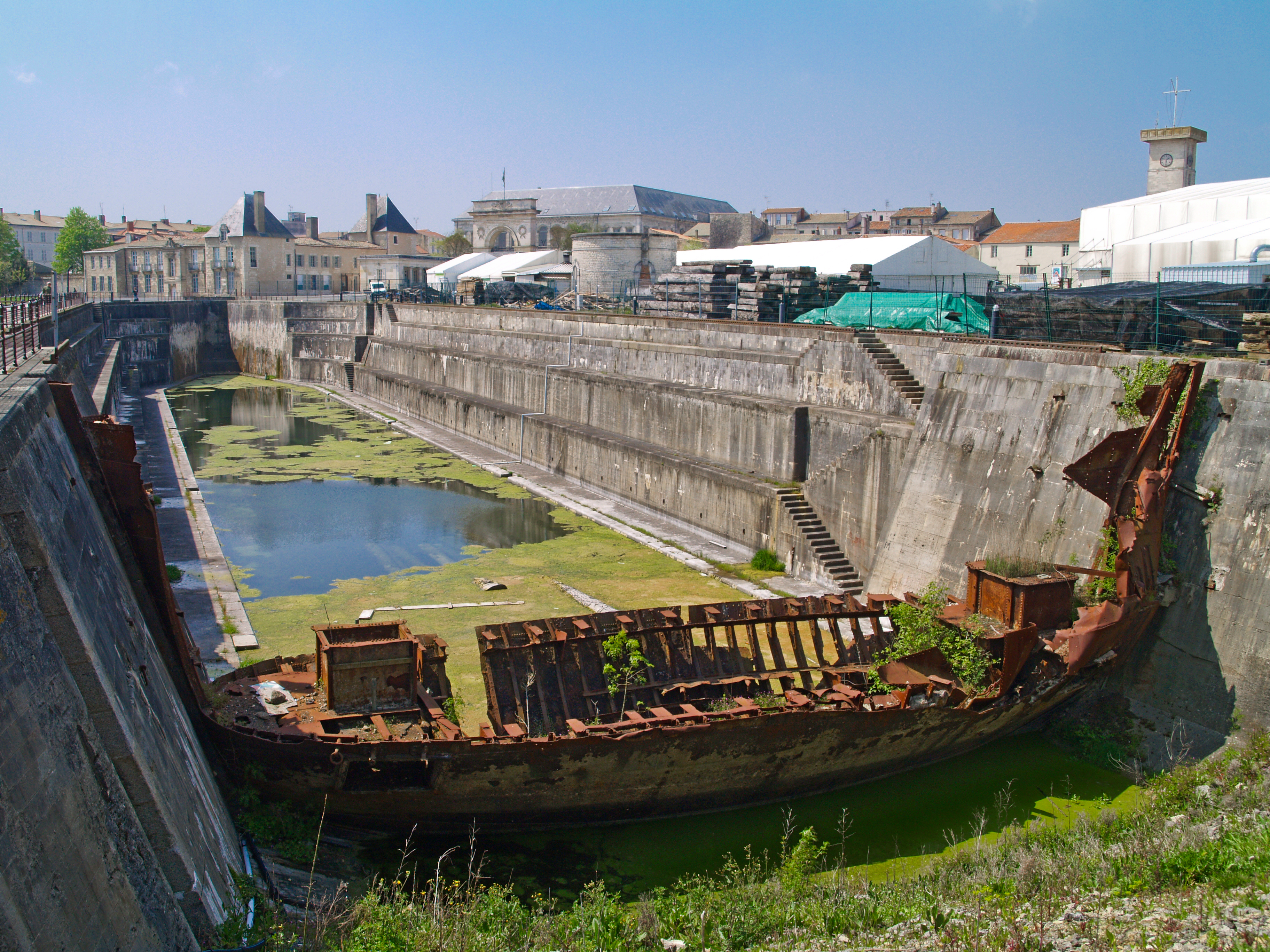